# Something’s Coming: The BBC Recordings 1969–1970
A Something's Coming: The BBC Recordings 1969-1970 a Yes válogatáslemeze. Az Egyesült Államokban Beyond and Before címmel adták ki.

## Számok

### Első lemez
1. Something's Coming
2. Everydays
3. Sweetness
4. Dear Father
5. Every Little Thing
6. Looking Around
7. Sweet Dreams
8. Then
9. No Opportunity Necessary, No Experience Needed

### Második lemez
1. Astral Traveller
2. Then
3. Every Little Thing
4. Everydays
5. For Everyone
6. Sweetness
7. Something's Coming
8. Sweet Dreams
9. Beyond & Before

## Közreműködő zenészek
- Jon Anderson – ének
- Chris Squire – basszusgitár
- Peter Banks – gitár
- Bill Bruford – dob
- Tony Kaye – billentyűs hangszerek